# Czesław Borodziej
Czesław Borodziej (ur. 8 sierpnia 1951 we Włodawie, zm. 4 stycznia 2014 w Mielcu) – polski lekkoatleta, który specjalizował się w rzucie oszczepem.
W 1970 roku reprezentował Polskę na mistrzostwach Europy juniorów, podczas których uplasował się tuż za podium, na czwartej pozycji. Nigdy nie wystąpił w wąskim finale seniorskich mistrzostw Polski. W ciągu swojej, trwającej trzynaście lat kariery, bronił barw Padwy Zamość (1967), LZSu Zamość (1968–1970), MKSu-AZSu Lublin (1971–1972), Legii Warszawa (1973–1974) oraz Stali Mielec (od 1975). Po zakończeniu sportowej kariery został sędzią lekkoatletycznym. Rekord życiowy: 75,50 (10 października 1970, Ostrowiec Świętokrzyski) – rezultat ten był jedenastym wynikiem w Polsce w sezonie 1970 oraz najlepszym rezultatem wśród juniorów w kraju.

## Osiągnięcia
| Rok  | Impreza                     | Miejsce | Pozycja    | Wynik |
| ---- | --------------------------- | ------- | ---------- | ----- |
| 1970 | Mistrzostwa Europy juniorów | Paryż   | 4. miejsce | 71,58 |